# Burg Ulrichstein
Die Burg Ulrichstein ist die Ruine einer Höhenburg auf dem 609,7 m ü. NHN hohen Schloßberg im nordwestlichen Teil des Vogelsberges und ist aus der Ebene weithin sichtbar. Unterhalb erstreckt sich die im mittelhessischen Vogelsbergkreis gelegene Stadt Ulrichstein, die höchstgelegene Stadt Hessens. Auf der Bergkuppe des Schloßberges stehen die Überreste der Burg von Ulrichstein aus dem 12. Jahrhundert, welche einst zum Schutz wichtiger Handelswege diente.
Die Rundsicht reicht bei klarem Wetter
- nach Norden Richtung Alsfeld bis ins Knüllgebirge,
- nach Westen Richtung Grünberg,
- nach Süden Richtung Büdingen und Gelnhausen, Wetterau, Taunus und Spessart sowie
- nach Osten Richtung Hünfeld, Fulda und die Rhön.

## Geologie
Der Ulrichsteiner Schlossberg ist ein ehemaliger Basaltschlot des Vogelsberges, der im Tertiär vor rund 19 Millionen Jahren entstand. Durch diesen Schlot drang Lava aus dem Erdinneren nach oben. Wie fast überall im Hohen Vogelsberg liegt der Basalt, dessen Verbreitungsgebiet insgesamt 2.500 km² groß und an manchen Stellen bis zu 300 m tief ist, auch hier weitgehend nicht an der Oberfläche, sondern unter Verwitterungslehm und Löß.

## Geschichte

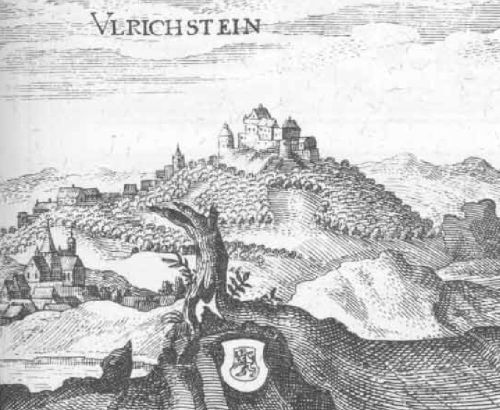
Ulrichstein – Auszug aus der Topographia Hassiae von Matthäus Merian 1655

Die anfänglichen Besitzverhältnisse sind unklar, möglicherweise gelangte die Burg über Büdingen und dem Adelsgeschlecht Breuberg an die Landgrafschaft Hessen. Fest steht, dass in einer Urkunde von 1296 der Wald von Ulrichstein als Besitz Heinrich I. von Hessen ausgewiesen ist. Im 14. Jahrhundert kam dieser Besitz als Lehen an die Herren von Eisenbach, die die Burg stark befestigten und ausbauten.
Den Herren zu Eisenbach folgten die Freiherren zu Riedesel als landgräfliche Erbmarschalle und Rentamtmänner. Sie nutzten auch das Vorwerk unterhalb des Burgbergs – noch heute erhaltene Basalt-Bauten von 1464 – zur Eintreibung der Wegzölle und des „Zehnten“ sowie Wahrnehmung der Gerichtsbarkeit bis zum Ende des Alten Reiches 1806.
Der Schlossberg war in den unterschiedlichen Kriegen stets umkämpftes Gebiet. Eine Gedenktafel am Eingang erinnert an hier beerdigte Soldaten des Siebenjährigen Krieges. Im westlichen Bereich des Burggeländes befinden sich Ehrenfriedhöfe mit Kriegsgräbern des Ersten und des Zweiten Weltkrieges.
In den Jahren 1991 bis 2005 nahm ein lokaler gemeinnütziger Förderverein umfangreiche Restaurierungsarbeiten und touristische Dokumentationen an der Burgruine vor.

## Die Burganlage

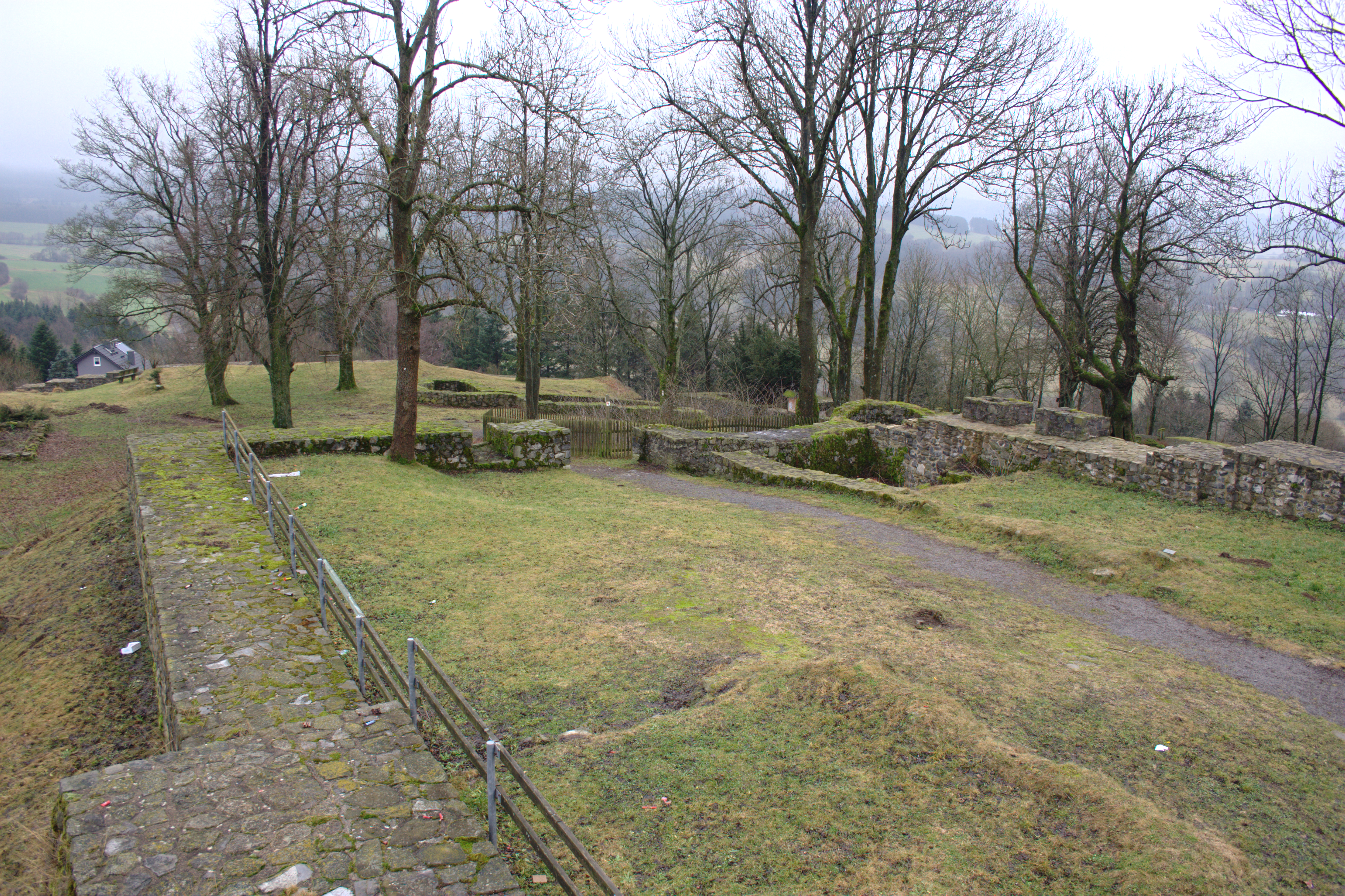
Die restaurierten Burgreste als angedeutete Mauern nach Süden

Trotz der Restaurierungen ist die Struktur der Anlage nur noch rudimentär erkennbar. Es gab eine innere Burgmauer (Anfang der 1990er Jahre saniert) mit dem zuletzt 1905 neu errichteten Wehrturm und eine äußere Burgmauer (2000 erneuert). 2004/2005 erhielt der heute gut zehn Meter hohe Wehrturm ein neues Dach und wurde als Aussichtsturm aufbereitet. Im Süden des Areals sind die Grundmauern von Ställen und Wirtschaftsgebäuden sowie der Burgkapelle frei gelegt, 2003 eine Zisterne entdeckt worden. Die Reste des Palas innerhalb der Kernburg wurden Mitte der 1990er Jahre restauriert.
Ein kleiner Kräutergarten in Form eines lateinischen Kreuzes wurde 1999 im Stil historischer Kloster-Kräutergärten angelegt.

## Der Vogelsberggarten

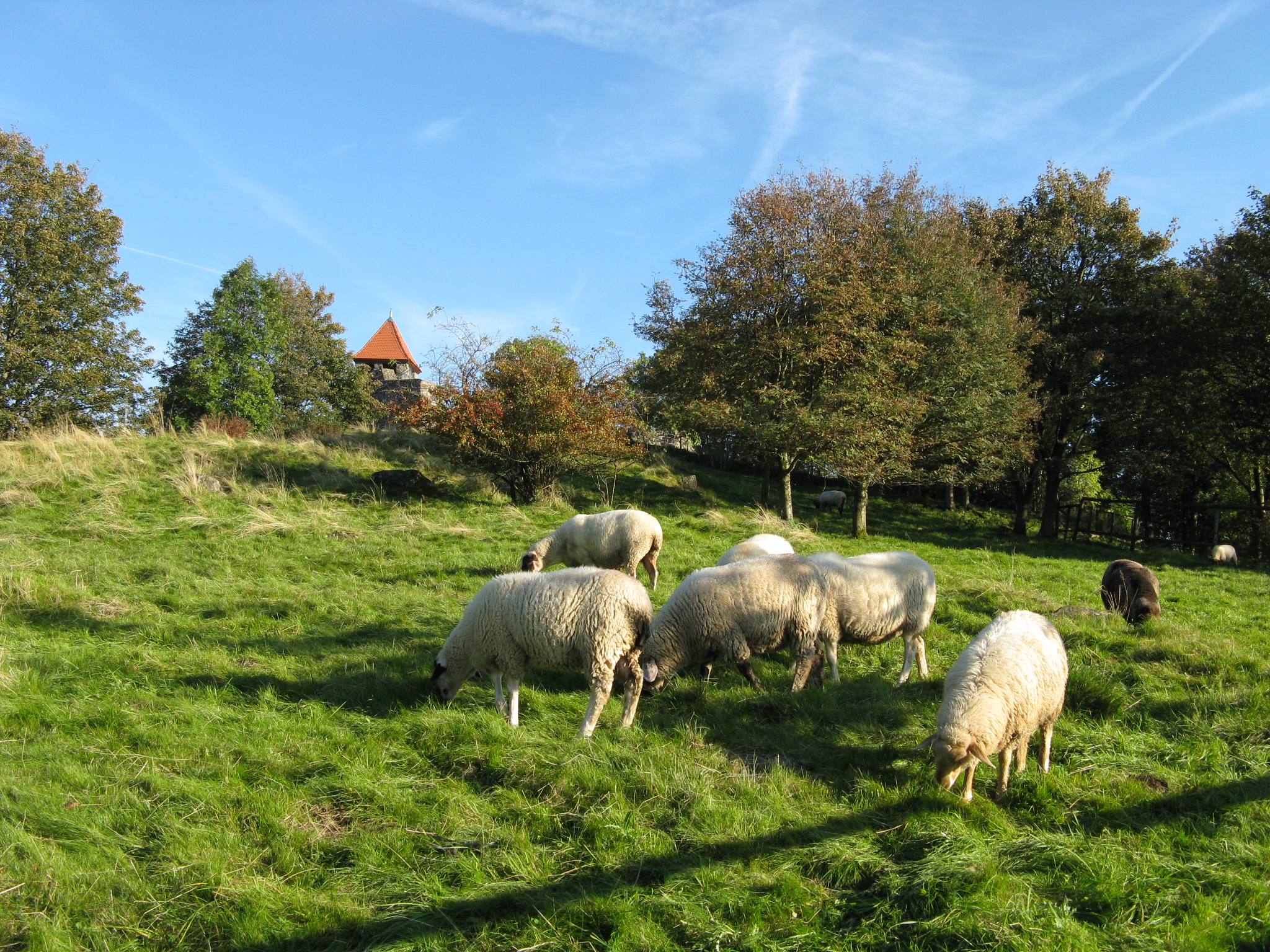
Schafe am Ulrichsteiner Schlossberg; im Hintergrund der 2004/2005 als Aussichtsturm aufbereitete Wehrturm

Rund um die Schlossruine befindet sich seit 2001 der vom lokalen Förderverein angelegte, sechs Hektar große „Vogelsberggarten“, der ein Bestandteil des „Naturparks Vulkanregion Vogelsberg“ ist. In dem „Vogelsberggarten“ wachsen 243 wilde Pflanzenarten, darunter geschützte wie die Trollblume.
Der Lehrpfad umfasst Dokumentationstafeln beispielsweise zu
- Geschichte des Ackerbaus im 19. und 20. Jahrhundert, Waldweide bis ins 19. Jahrhundert und Schafzucht. Bis 1953 hatte Ulrichstein eine Gemeindeschäferei;
- charakteristischen Vegetationsformen wie Glatthaferwiesen in Höhen bis zu 500–600 m mit Wiesenlabkraut, Wiesenpippau und Wiesenglockenblumen sowie Goldhaferwiesen in höheren Lagen (ab ca. 400–500 m) mit Wiesenknöterich, Teufelskrallen und Trollblume, die im Zuge der zeitgenössischen Grünlandbewirtschaftung durch Überdüngung artenärmer und seltener geworden sind;
- hangparallelen Hecken aus Schlehe, Hundsrose, Weißdorn und Hasel sowie Lesesteinhaufen aus von den Äckern abgetragenen, im Weg liegenden Steinen.

Ein eingefriedeter, durch einen Rosenbogen im Eingangsbereich geschmückter Muster-Bauerngarten mit Nutz- und Zierpflanzen, Küchenkräutern, Obst und Gemüse wurde zu Dokumentationszwecken rekonstruiert.
In den Lehrpfad integriert sich historischer Baumbestand, insbesondere Weiden, Eschen und Ahorn.